# Cameron Jackson
Pour les articles homonymes, voir Jackson.
Cameron Jackson, né le 16 février 1986 à Děčín (Tchécoslovaquie), est un acteur de films pornographiques tchèque.
Il apparaît fréquemment dans des films et des magazines pornographiques gay, principalement pour Eurocreme/AVI.  

## Prix et récompenses
- 2005 Venus Awards (aussi appelés Erotixx Awards) en tant que Best Gay Actor (Berlin)[2].
- 2007 European Gay Porn Awards dans les catégories Best Cum Shot et Best Actor dans "Hard Riders"[3].